# Neoechinorhynchus saginatus
Neoechinorhynchus saginatus är en hakmaskart som beskrevs av Van Cleave och Bangham 1949. Neoechinorhynchus saginatus ingår i släktet Neoechinorhynchus och familjen Neoechinorhynchidae. Inga underarter finns listade i Catalogue of Life.